# Aspila saskai
Aspila saskai là một loài bướm đêm trong họ Noctuidae.